# Monts de la Laga

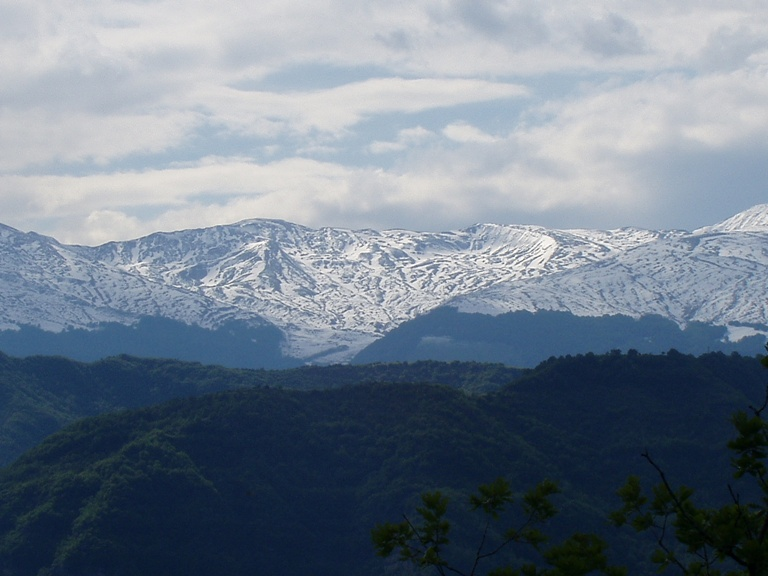
Vue des monts de la Laga.

Les monts de la Laga (italien : Monti della Laga) sont un petit groupe montagneux des Apennins au nord du Gran Sasso, à cheval entre les Abruzzes, le Latium et les Marches.
Ils sont encastrés entre le lac de Campotosto au sud et les monts Sibyllins au nord. Ils culminent aux 2 458 mètres du mont Gorzano, ce qui fait des monts de la Laga le cinquième plus haut massif des Apennins. Ils sont assez arrondis, mais possèdent souvent de grandes parois rocheuses profondes. Contrairement au reste des Apennins, leur sol est imperméable, ce qui permet la formation de très nombreux torrents. La nature y est bien préservée.
Le sol est acide, donc on y trouve de nombreux plants à myrtilles. Il y a aussi de grandes forêts de sapins autochtones. Ces deux plantes sont très rares dans le reste des Apennins.
Les animaux qui vivent sur cette chaîne sont les loups, les blaireaux, les renards, les chevreuils, les cerfs, les aigles royaux, les chocards et les campagnols des neiges. Quelques ours commencent à s'y installer, tandis qu’une réintroduction de chamois est en attente.